# Metrichia madicola
Metrichia madicola är en nattsländeart som först beskrevs av Lazar Botosaneanu 1994.  Metrichia madicola ingår i släktet Metrichia och familjen smånattsländor. Inga underarter finns listade i Catalogue of Life.